# Ecnomus pusio
Ecnomus pusio är en nattsländeart som beskrevs av Malicky 1993. Ecnomus pusio ingår i släktet Ecnomus och familjen trattnattsländor. Inga underarter finns listade i Catalogue of Life.